# Kortrijk (okręg)
Kortrijk (nld. Arrondissement Kortrijk, fr. Arrondissement administratif de Courtrai, niem. Bezirk Kortrijk) – okręg w północnej Belgii, w Regionie Flamandzkim, w prowincji Flandria Zachodnia.  

## Podział administracyjny
Okręg podzielony jest na dwanaście gmin (nld. gemeente, fr. commmune, niem. Gemeinde), w skład których wchodzi 31 dzielnic (deelgemeente)
| - Anzegem (Anseghem) - Gijzelbrechtegem - Ingooigem (Ingoyghem) - Kaster - Tiegem - Vichte - Avelgem (Avelghem) - Bossuit (Bossuyt) - Kerkhove - Outrijve - Waarmaarde - Deerlijk - Harelbeke, miasto - Bavikhove - Hulste - Kortrijk (Courtrai), miasto - Aalbeke (Aelbeke) - Bellegem - Bissegem - Heule - Kooigem (Coyghem) - Marke - Rollegem - Kuurne (Cuerne) | - Lendelede - Menen, miasto - Lauwe - Rekkem (Reckem) - Spiere-Helkijn (Espierres-Helchin) - Helkijn (Helchin) - Spiere (Espierres) - Waregem, miasto - Beveren - Desselgem - Sint-Eloois-Vijve (Vive-Saint-Éloi) - Wevelgem (Wevelghem) - Gullegem - Moorsele - Zwevegem - Heestert - Moen - Otegem - Sint-Denijs (Saint-Genois) |